# Карл Бош
Карл Бош (27 серпня 1874, Кельн — 26 квітня 1940, Гайдельберг) — німецький хімік.

## Біографія
Німецький хімік Карл Бош народився в Кельні, в родині Паули (Ліебот) Бош і Карла Боша, успішного торговця, який займався продажем природного газу та санітарно-технічного обладнання. Бош був старшим сином. З ранніх років він добре встигав з природничих наук і технічних дисциплін і мріяв стати хіміком. Поступаючись, однак, бажанням батька, він протягом року працював у різних цехах металургійного заводу, а з 1894 по 1896 р. вивчав металургію і машинобудування в Технічному університеті в Шарлоттенбурзі (тепер це частина Берліна). Закінчивши його, Бош розпочав вивчати хімію у Лейпцизькому університеті і в 1898 р. здобув докторський ступінь за дисертацію з проблем чисто органічної хімії.
У наступному році Бош поступив працювати на «Баденську анілінову і содову фабрику» (BASF) у Людвігсхафені-на-Рейні, яка належала великій хімічній компанії, що спеціалізується на виробництві барвників. Спочатку під керівництвом Рудольфа Кніча він допомагав розробляти процес виробництва синтетичного індиго в промислових масштабах. Зайнявся проблемою зв'язування атмосферного азоту (утворенням хімічних сполук, що містять азот, шляхом використання атмосферного азоту), він ставив досліди з ціанідами і нітридами металів. Рівень технічної підготовки Боша, його здорові судження та організаторські здібності справили велике враження на керівництво BASF, і в 1907 р. йому було довірено створити і очолити експериментальну лабораторію, призначену для перевірки ефективності запропонованого компанії методу виробництва ціаніду барію.
Навіть перебуваючи в домашній обстановці, Бош діставав задоволення від наукових занять, таких, як колекціювання метеликів, жуків, рослин і мінералів. Він проводив чимало годин у своїй власній обсерваторії в Гайдельберзі, надавав постійну фінансову підтримку астрофізичній обсерваторії Альберта Ейнштейна в Потсдамі. У 1935 р. Бош став головою ради директорів «І. Г. Фарбеніндустрі», а два роки опісля — наступником Макса Планка на посту президента Товариства кайзера Вільгельма (тепер — Товариство Макса Планка) і займав ці два пости одночасно. Бош помер 26 квітня 1940 в Гайдельберзі.

## Родина
У 1902 р. Бош одружився з Ельзою Шілбах. Від цього шлюбу у подружжя народилися син і дочка.

## Нагороди
У 1931 р. Бошу і Бергіусу спільно була присуджена Нобелівська премія з хімії «за заслуги зі введення та розвитку методів високого тиску в хімії». У вступній промові від імені Шведської королівської академії наук К. В. Пальмайер узагальнив методи, розроблені двома лауреатами, і описав деякі практичні переваги цих методів. Зокрема, він підкреслив, що синтез аміаку запобіг ріст недостачі добрив в усьому світі, забезпечивши заміну скорочених запасів чилійської натрієвої селітри. До 1931 довгострокове значення цієї роботи для хімічної промисловості стало очевидним. Крім того, що вона сприяла виробництву метанолу, сечовини й інших хімічних речовин, вона зробила глибокий вплив на розробку конструкцій реакторів і компресорів, застосування контрольних та стабілізувальних пристроїв, на використання каталізаторів. Мабуть, ще більшого значення мав той факт, що Бош стимулював і підтримував чисто дослідницьку роботу над безліччю тем.
Став членом Гайдельберзької академії наук.
Крім Нобелівської премії, Бош був нагороджений медаллю Лібіха Німецького хімічного суспільства і пам'ятною медаллю Карла Люга Асоціації німецьких металургів. Вченому були присвоєні почесні ступені технічних університетів в Карлсруе, Мюнхені та Дармштадті, а також Галльського університету.
На честь вченого названо астероїд 7414 Бош.